# Эпоха вырождения
Эпо́ха вырожде́ния, эпо́ха распа́да — следующая после нынешней эпохи Вселенной эра. Отличается от неё тем, что в ней невозможно рождение звёзд из-за отсутствия межзвёздного газа в галактиках, живые звёзды будут только умирать. Начнётся спустя 1014 (100 трлн) лет, закончится через 1040 (10 дуодециллионов) лет после распада последнего протона, после чего начнётся эпоха чёрных дыр.

## Главные события эпохи вырождения
| Лет вперёд               | Событие                                                 |
| ------------------------ | ------------------------------------------------------- |
| 1015 (1 квадриллион)     | Все планеты покинут свои орбиты.                        |
| 1040 (10 дуодециллионов) | Эпоха вырождения закончится, начнётся эпоха чёрных дыр. |